# Boy Kill Boy
Boy Kill Boy var en musikgrupp från England, aktiv 2004–2008. De gav ut två studioalbum och hade 2006 en hit med låten "Suzie".
Låten "Suzie" är med i TV-spelet Fifa Street 2 och "Civil Sin" i FIFA 07.

## Medlemmar
- Chris Peck – sång, gitarr
- Kevin Chase – basgitarr, sång
- Peter Carr – keyboard
- Shaz Mahmood – trummor

## Diskografi
Album
- 2006 – Civilian
- 2008 – Stars and the Sea

Singlar
- 2005 – "Suzie"
- 2005 – "Civil Sin"
- 2006 – "Back Again"
- 2006 – "Shoot Me Down"
- 2007 – "No Conversation"
- 2008 – "Promises"